# Bobby Shew
Bobby Shew, né le 4 mars 1941, est un trompettiste et un bugliste de jazz né à Albuquerque (Nouveau-Mexique).

## Biographie
Parmi les musiciens avec qui il a joué à Los Angeles figurent : Art Pepper, Bud Shank, Horace Silver Quintet, et Frank Strazzeri-Sam Most ainsi que plusieurs big bands dont ceux de Bill Holman, Louie Bellson, Toshiko Akiyoshi-Lew Tabackin, Oliver Nelson, Bill Berry, Nat Pierce-Frank Capp Juggernaut, Ed Shaughnessy, Terry Gibbs, Benny Goodman, Maynard Ferguson, Neal Hefti, Don Menza et Bob Florence.

## Honneurs
- Outstanding in His Field - Nomination au Grammy (1980)
- Heavy Company - Jazz Album of the Year (1983)